# Advent (kniha)
Advent je román české spisovatelky Jarmily Glazarové. Kniha byla poprvé vydaná v roce 1939. Jedná se o autorčin třetí román a řadí se mezi její vrcholná díla. Stejně jako autorčina prvotina Roky v kruhu a Vlčí jáma se opírá o autobiografické prvky doplněné o zkušenosti sesbírané v Beskydech. Pro svůj introspektivní tragický ráz se kniha řadí mezi baladická díla nebo psychologické romány.

## Význam
Autorka ve svém románu poukazuje na překypující lidskou lásku k člověku, na morální hodnoty společnosti a na realistické vykreslení venkovského života. Příběh je zasazen do prostředí vesnice Javorová v Beskydech, jejíž životní podmínky autorka znala z vlastních zkušeností. Během pobytu v horském prostředí se seznámila s bídným životem horalů, jejich folklorem, obyčeji,  jazykem, smyslem pro humor a s jejich myšlením a vnímáním světa. Získané zkušenosti zaznamenává v tomto díle a v knize Chudá přadlena. Příkladem jsou zaznamenané lidové písně, nářečí, popis svatebních tradic, průběh žní nebo vztah lidí k náboženství.

Název knihy Advent odkazuje na část liturgického roku, během níž se čeká na příchod Ježíše Krista (na spásu). V románu se adventem stává 12 let Františčina života. Dívka po celou dobu čeká na spásu sebe samé a svého syna. Její osud je připodobněn k madoně a jejímu bolestiplnému mateřství a vykoupení. Náboženství a vztah k Bohu hraje výraznou roli i při vykreslování psychologického obrazu postav. Příkladem je Františčin vnitřní spor adresovaný Bohu a její modlitby.
| „                   | „Podívej se, Bože, tohle mi dnes dal! Ty to přece nejlíp musíš vědět, že není zlý. Všechno tu na světě děje se z tvé vůle. Odejmi od něho tu divnou sílu, která ho nutí k toulkám. Je to silnější než on. Pomoz mu, prosím tě, vždyť ty přece musíš rozumět dětem, vždyť ty jsi měl taky syna. Kdybys to od něho odvrátil, kdybys mu pomohl a sňal z něho tu zlou moc, vždyť už by zbylo pak jen to dobré. Vždyť by se mi tím znovu narodil, a všechno, co bylo, těžké služby, krvavá práce na stavbách, stovky tuctů punčoch a cesty do Rožnova, Javorová, hlavně ta Javorová, plná trudů a žalostí, to všechno by bylo jen adventem, smutným adventem dalekého doufání a dalekého čekání na příchod spasitele. Bože, prosím tě, vyslyš mě!“ | “ |
| — Jarmila Glazarová | |   |

Dílo je od počátku protkané napětím. Příběh má rámcovou kompozici. Během jedné noci, kdy Františka hledá svého ztraceného syna vzpomíná na události, které se odehrály za jejího života. Vypravěč popisuje dívčiny trpké životní zkušenosti chudé dívky, svobodné matky a podřízené manželky. Složitá kompozice vrství doklady událostí vedoucí k tragickému konci díla. Psychologicky propracovaná Františčina postava nutí čtenáře soucítit s jejím osudem. Objektivní vypravěč přechází v subjektivního vypravěče vypravující příběh z hrdinčina pohledu. Místy jsou některé pasáže sepsané jako její vnitřní monolog.
V díle se nachází několik významných opakujících se motivů. Nejvýraznějším motivem je mateřská láska Františky k Metodovi a dětský svět, který je konfrontován se světem dospělých, kteří pro něj nemají pochopení. Dalšími výraznými motivy jsou Františčiny výčitky svědomí, postavení svobodné matky ve společnosti, lucerna osvěcující ve tmě tváře lidí, které Františce ubližují, beskydská příroda, jejíž proměny mění i Františčinu naději v pocit hrozícího nebezpečí, a slezské tradice.

## Děj
Chudá dívka Františka nemá jednoduchý život, je však ochotná pro svého jediného syna Metoda obětovat všechno své štěstí. Když se Metod narodil, nebyla Františka vdaná, protože její milý zemřel při kácení stromů v lese, dřív než mu mohla říci, že spolu čekají dítě, a dřív než proběhla svatba. Dívka se snaží peněžně zabezpečit svého syna, proto vykonává různá povolání. Pod tlakem okolí se rozhodne provdat za bohatého sedláka (vdovce), který jí slíbí, že ji se synem zabezpečí. Po svatbě Františka se synem odjíždí na statek, na němž žije i děvečky Rozína, pro kterou má Františčin manžel Jura slabost. Rozína nemá Františku ani Metoda ráda a nelíbí se jí, že se mladá hospodyně pokouší o změnu dosavadních pořádků na statku. Jura s Rozininými zpátečnickými názory souhlasí, a tak se jim Františka musí podřídit. Metod na statku neprožívá šťastné dětství, v které Františka doufala, a proto jednoho zimního dne uteče a nevrátí se večer domů. Vystrašená Františka celou noc nemůže spát, hledá svého synka po celém gruntě a vzpomíná na události svého života. Jura se pátrání neúčastní, jen svou ženu uklidňuje a poukazuje na chlapcovo neposlušné chování. Žena si uvědomuje, že nechce déle manželské příkoří snášet. Jakmile svého skrytého synka nachází, rozhodne se s tímto způsobem života skoncovat a odejít ze statku zpět do vesnice, aby se mohla začít svému synovi plně věnovat a nemusela otročit sobeckému manželovi a jeho milence. Pro Juru a Rózinu příběh končí tragicky. Oba uhoří v objetí v zamčené stodole.

## Postavy
Výraznou složkou knihy je povahokresba čtyř hlavních postav rozlišených věkem, povahou a sociálním postavením. U postav je znázorněna jejich vnější i vnitřní charakteristika. Františka vystupuje jako postava s vysokou morálkou, Rozína a Jura jsou její mravní protipóly.
- Metod – Malý černovlasý nemanželský syn. Jeho nevlastní otec ho vnímal jen jako kravaře a čeledína, ne jako dítě. Chlapec miloval matku, ale nenáviděl Juru a Rozínu (zničila mu kuličky), protože na něj byli zlí a bránili jeho dětským radovánkám. Rád se toulal po okolí. Matka neměla čas ho vychovávat a věnovat se mu, a proto si hledal sám zábavu, která nikdy nebyla pochopena, ba naopak stále trestána.
- Františka Plesníková – Mladá černovlasá bledá žena a milující a starostlivá matka, jejíž jediné přání bylo, zajištění dostatku pro svého syna, který sama nikdy neměla (pocházela z chudé rodiny, měla 12 sourozenců). V mládí byla matčinou oporou v domácnosti. Zamilovala se do Jana (otec Metoda) který za ní tajně chodil. Po narození Metoda jí lidé opovrhovali. V manželství velmi trpěla. Manžel tvrdil, že je neskromná, pyšná a bezbožná (opak byl však pravdou). Prací na statku zestárla, jemné ruce jí rozpraskaly (nikdo ji za její bolest nepolitoval, jen se jí vysmívali) a ztratila všechen svůj půvab. Nelíbily se jí tělesné tresty, které musela vůči svému synovi vykonávat.
- Rozína – Zrzavá, stará děvečka na gruntě. Chtěla zachovat na statku všechny tradice tak, jak probíhaly za staré paní, přestože to bylo zastaralé. Byla zlá a neměla Františku a Metoda ráda. Jura se držel jejích názorů, protože byla pracovitá a stala se jeho milenkou. Lidé v okolí ji však za její chování odsuzovali.
- Jura Podešva – Starý a bohatý sedlák, vdovec a Františčin manžel. Na první pohled měl panský vzhled. Sliboval Františce, že se o ní a syna postará, ale místo projevu lásky dívce dokazoval její ponížené postavení vůči němu. Stejně jako Rozína, neměl rád Metoda a přistupoval k němu jako k čeledínovi, ne jako k dítěti.

## Divadelní zpracování
Tragický příběh zpracovalo Jihočeské divadlo v Českých Budějovicích. Hra měla premiéru v 25. října 2013. Režie se ujal Martin Františák. Roli Františky ztvárnila Lenka Šestáková, která byla za svůj výkon nominována na Cenu Thálie.

## Filmové zpracování
Na náměty knihy byl natočen v roce 1956 stejnojmenný film, který zrežíroval československý režisér Vladimír Vlček. Hlavní role ztvárnil Gustav Hilmar (Jura), Nina Jiránková (Františka), Marie Vášová (Rozina) a Vojtěch Rosenberg (Metod).